# Casino Español

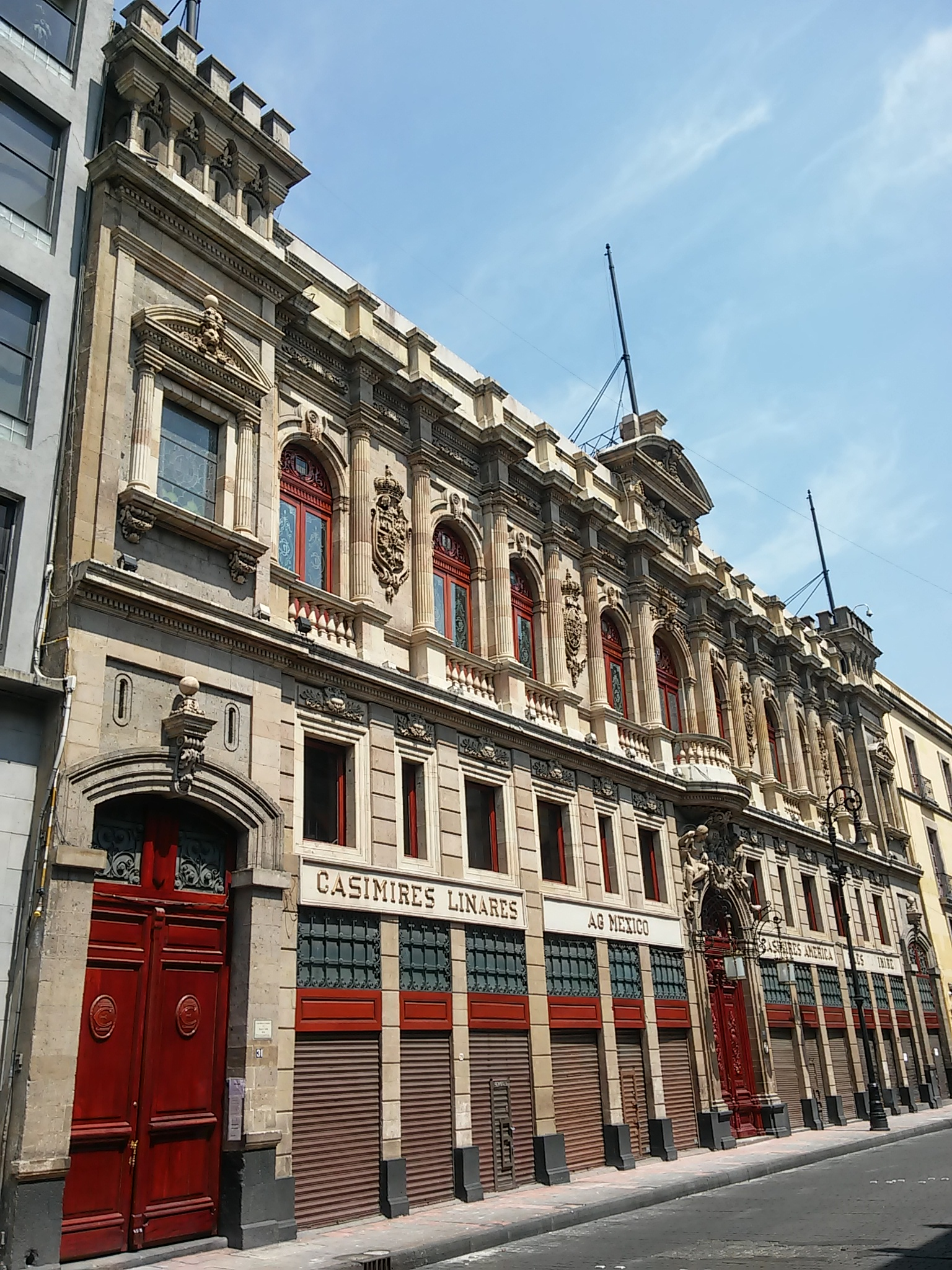
El Casino Español de México en la Ciudad de México, fundado en 1863.

Casino Español, también conocido como Centro Español, Club Español o Casa de España, es el nombre de varias instituciones sociales fundadas por los emigrantes españoles en varios países, fundamentalmente en Hispanoamérica y Filipinas. Sus edificios, de finales del siglo XIX o comienzos del siglo XX, son en algunos casos hitos urbanos destacados.
Los centros sirven de núcleo social, cultural o recreativo de la comunidad española, donde se celebran bodas, bautismos, actos culturales, galas, reuniones empresariales, etcétera. Algunos incluyen instalaciones deportivas y recreativas. Otras ofrecen clases y programas educativos como clases de lengua, danza española o gastronomía española.
En su principio estos centro sociales funcionaban como sociedades benéficas y centros de acogida para los recién llegados desde España. Un lugar para buscar empleo, vivienda o para conectar con otros paisanos, a veces incluso para recibir atención médica o ayuda financiera en momentos de dificultad. Algunos centros tenían sus propios cementerios, escuelas o hospitales que servían a la comunidad española. Para los centros en países no hispanohablantes, los centros también eran un lugar familiar donde se podía encontrar asistencia e información en español, como en traducción, trámites legales o simplemente para hablar con paisanos en la lengua común.
Hoy en día, la mayoría perduran como importantes centros sociales adaptándose a las necesidades de las distintas generaciones de españoles en la comunidad española local como el Casino Español en la Ciudad de México o la Casa de España en Santo Domingo. Otros centros siguen abiertos, adaptando su labor con el paso del tiempo, como el Casino Español de Manila y el Centro Español de Tampa, y otros han cerrado por cambios políticos y demográficos de la diáspora española en las ciudades donde se construyeron, como el Casino Español de La Habana o el Casino Español de Tetuán.

## Lugares

### Argentina

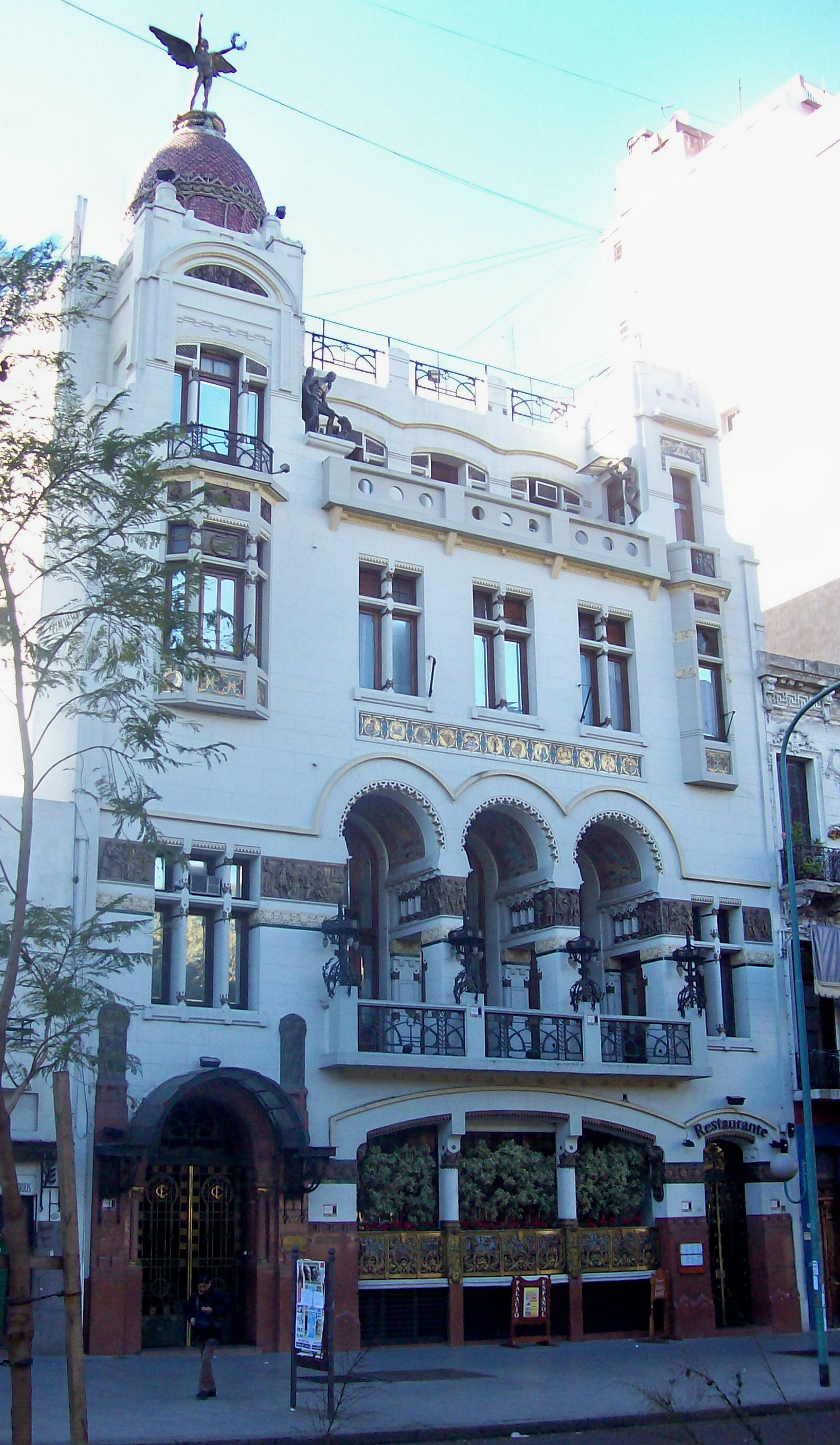
El Club Español de Buenos Aires, Argentina, fundado en 1852.

- En Buenos Aires, la institución que comenzó llamándose Sala Española de Comercio (1852) y quedó disuelta en 1857, siguió funcionando como Centro o Casino en la calle Victoria (Centro Español de Buenos Aires; no se confunda con el Centro Social y Recreativo Español, club deportivo desde 1934). Se constituyó oficialmente el 8 de septiembre de 1866 con el nombre Casino Español (Casino Español de Buenos Aires), aunque pasó a llamarse Club Español el 8 de septiembre de 1872.[8]
- El Club Español de Rosario en Rosario.

### Canadá
- El Club Español de Quebec en Montreal.

### Chile
- El Centro Español en Concepción.

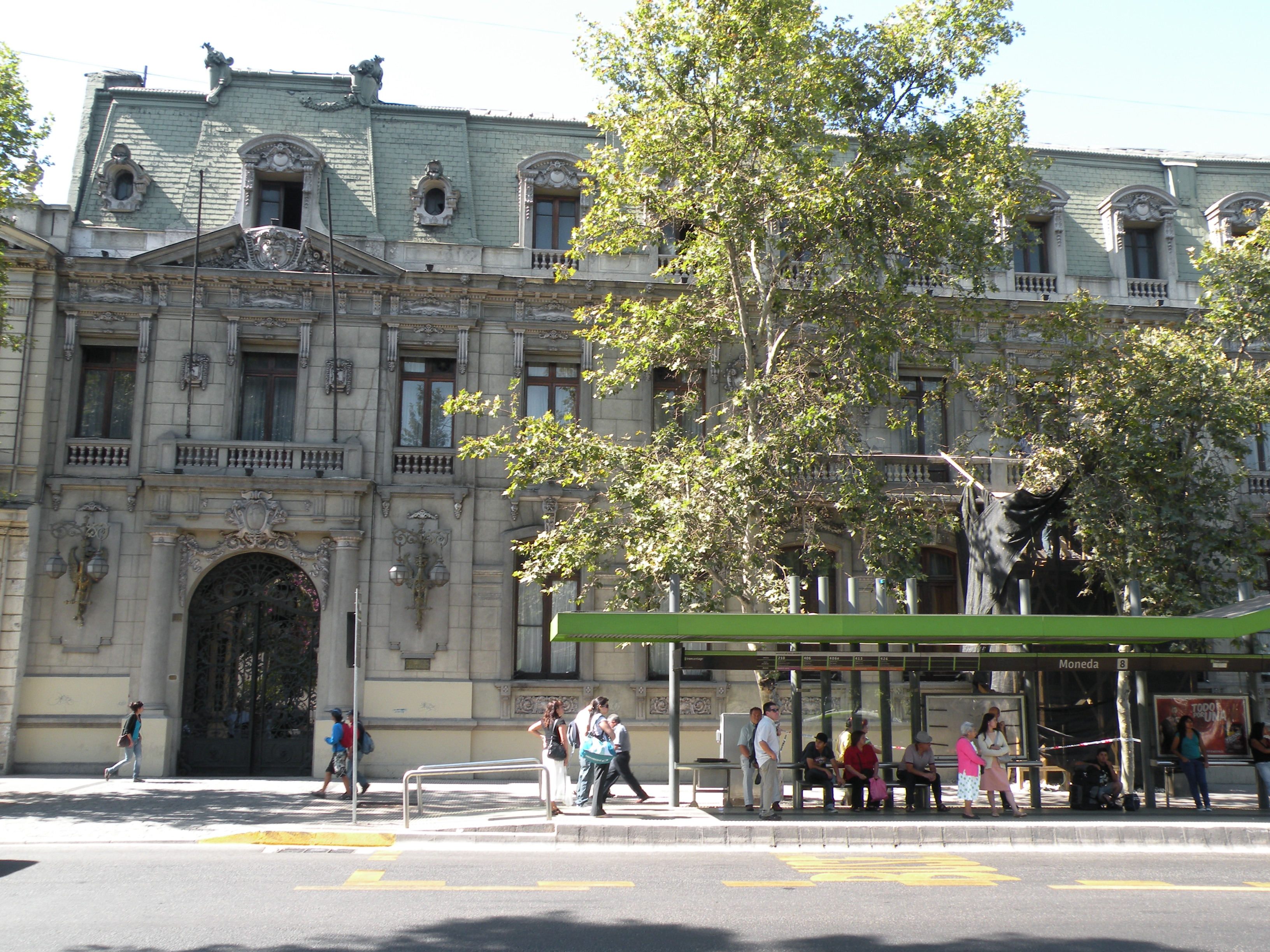
El Círculo Español de Santiago de Chile, fundado en 1880.

- El Centro Español en San Fernando.
- El Casino Español en Iquique, fundado en 1890.[9]
- El Círculo Español en Santiago de Chile.
- El Centro Español de Los Ángeles, fundado en 1915.

### Colombia
- El Centro Español en Cali.

### Cuba
En el siglo XIX en Cuba durante la época española bajo la Capitanía General de Cuba, se fundaron ocho casinos españoles en la entonces colonia española. Para 1900 existía un casino español en las ciudades de La Habana (1869), Sagua la Grande (1871), Colón (1881), San Juan de los Remedios (1884), Placetas (1885), Cruces (1888), Matanzas (1899) y Santa Clara (1899).
- En La Habana, el Casino Español (al menos dos edificios diferentes)[11] se utiliza actualmente como lugar de celebraciones (Palacio de los Matrimonios).[12]
- En Matanzas, el Casino Español, fundado en 1899, dispuso de un edificio importante.[13][10]
- El Casino Español en San Juan de los Remedios, fundado en 1884.[10]

### Ecuador
- El Centro Español en Quito.

### El Salvador
- El Centro Español en San Salvador.

### España
- El Casino Español en Melilla.
- El Casino Español en Tafalla.

### Estados Unidos

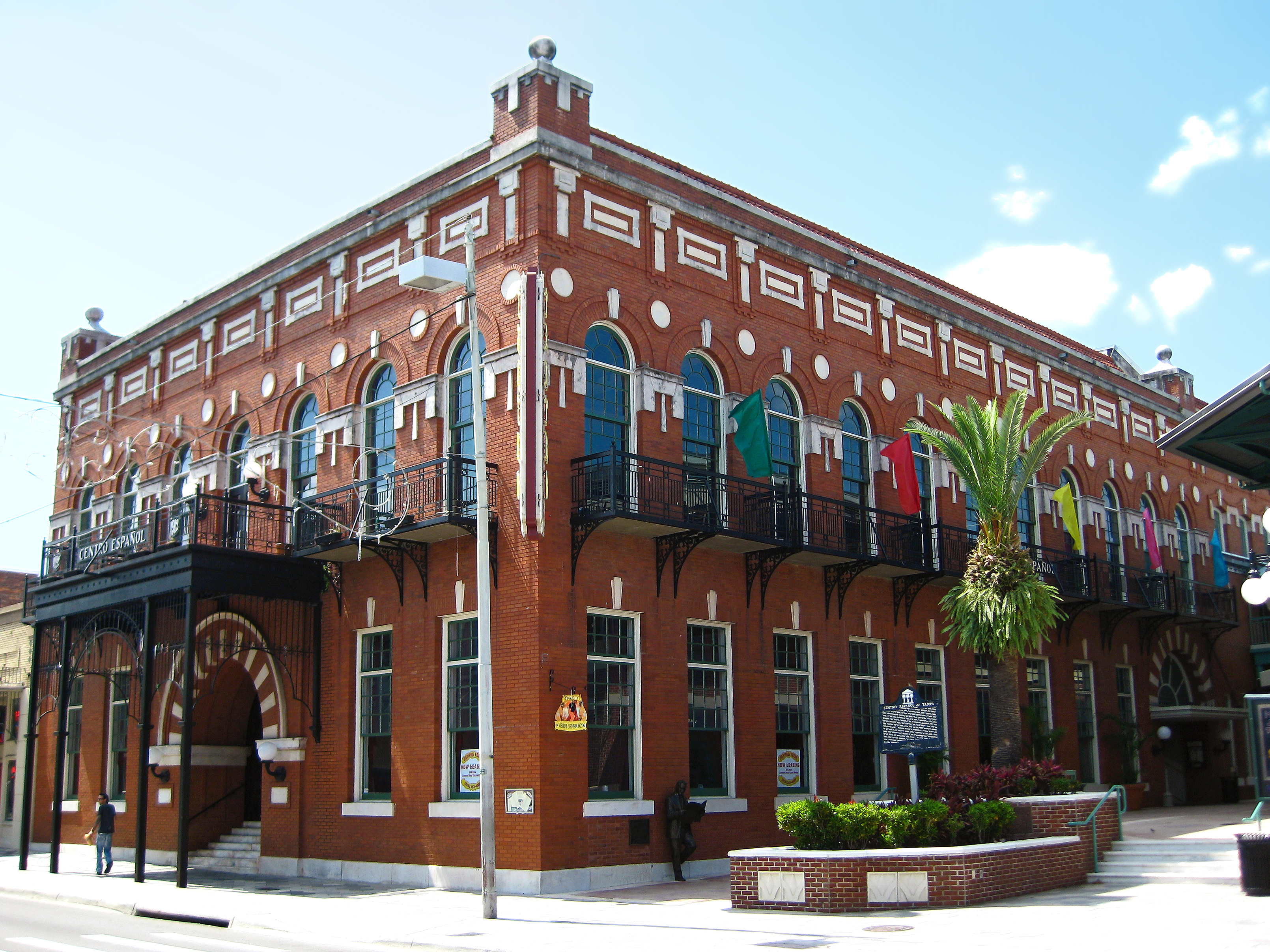
El Centro Español de Tampa, Florida, Estados Unidos, fundado en 1891.

- El Centro Español de Queens en Nueva York.
- La Nacional en Nueva York, fundado en 1868 como centro social y sociedad benéfica para la comunidad española de Nueva York, principalmente asentada en el barrio de Little Spain en Manhattan.
- La Casa de España en San Antonio, Tejas.
- El Centro Español de Tampa en Tampa, Florida, fundado en 1891.
- El Centro Español de West Tampa en Tampa, Florida, fundado en 1891.

### Filipinas

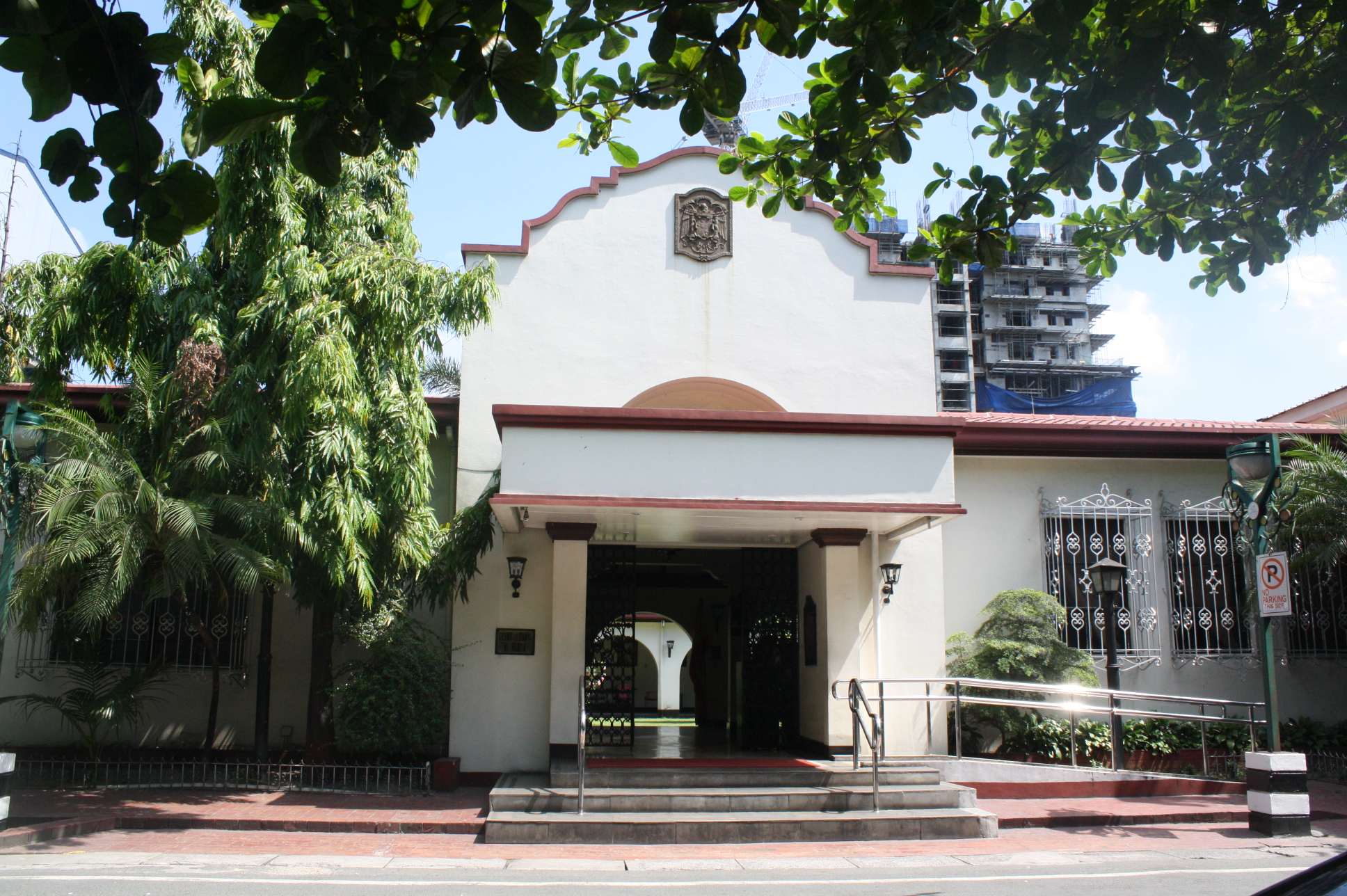
El Casino Español de Manila, Filipinas, fundado en 1893.

- En Cebú, el Casino Español fue fundado en 1920 y está localizado en la calle Ranudo.[14][15]

- En Manila, el desde mediados del siglo XIX existe el Casino Español de Manila, que tiene su actual sede en la capital filipina, en el barrio de Ermita.

### Guatemala
- El Club Español en la Ciudad de Guatemala.[16]

### Guinea Ecuatorial
- El Casino Español de Santa Isabel en Malabo.

### Marruecos
- El Casino Español en Larache.
- El Casino Español en Tetuán.

### México
- En la Ciudad de México, el Casino Español de México fue fundado en 1863.[17]
- El Casino Español en Córdoba.
- Una competición deportiva de 1928 que tuvo lugar en Guadalajara, Jalisco se denominó Copa Casino Español.
- El Casino Español en Orizaba.
- El Casino Español en Xalapa.

### Perú
- El Centro Español del Perú en Lima.

### Puerto Rico

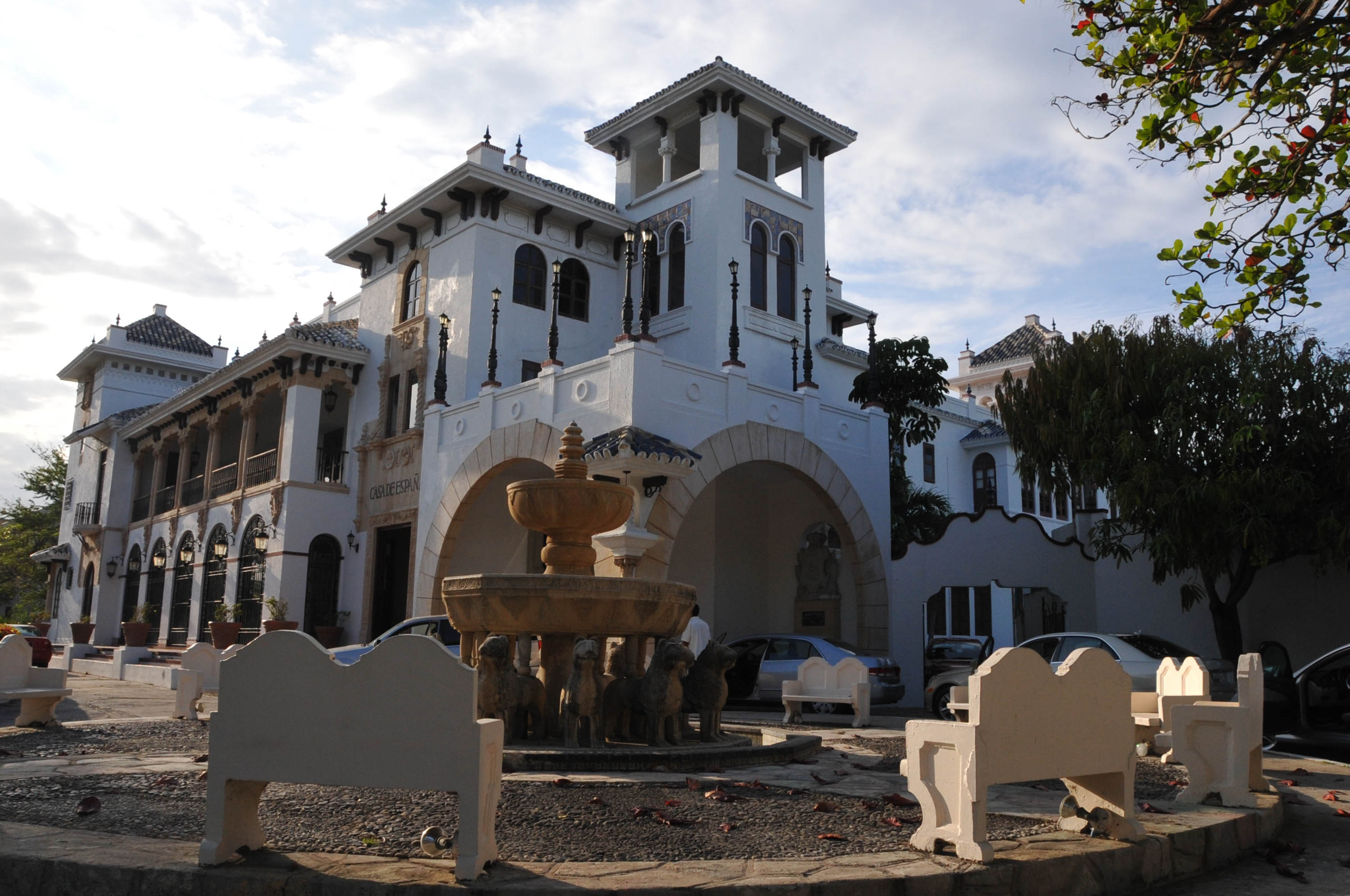
La Casa de España en San Juan, Puerto Rico, fundada en 1914.

- El Centro Español en Ponce.
- La Casa de España en San Juan.

### República Dominicana
- La Casa de España en Santo Domingo.
- El Centro Español en Santo Domingo.

### Uruguay
- El Club Español en Montevideo, fundado en 1878.[18]

## Galería

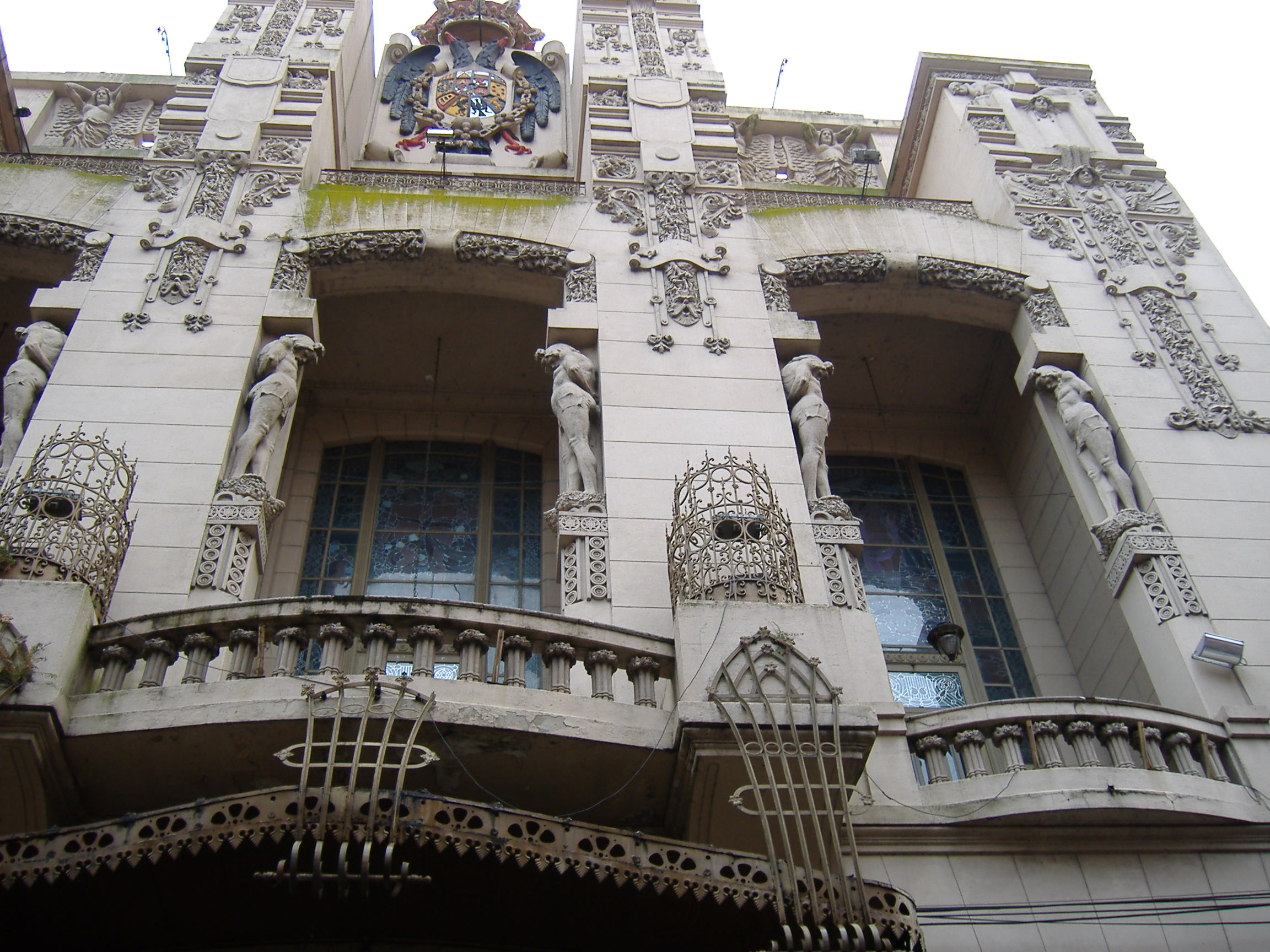
El Club Español en Rosario, Argentina.
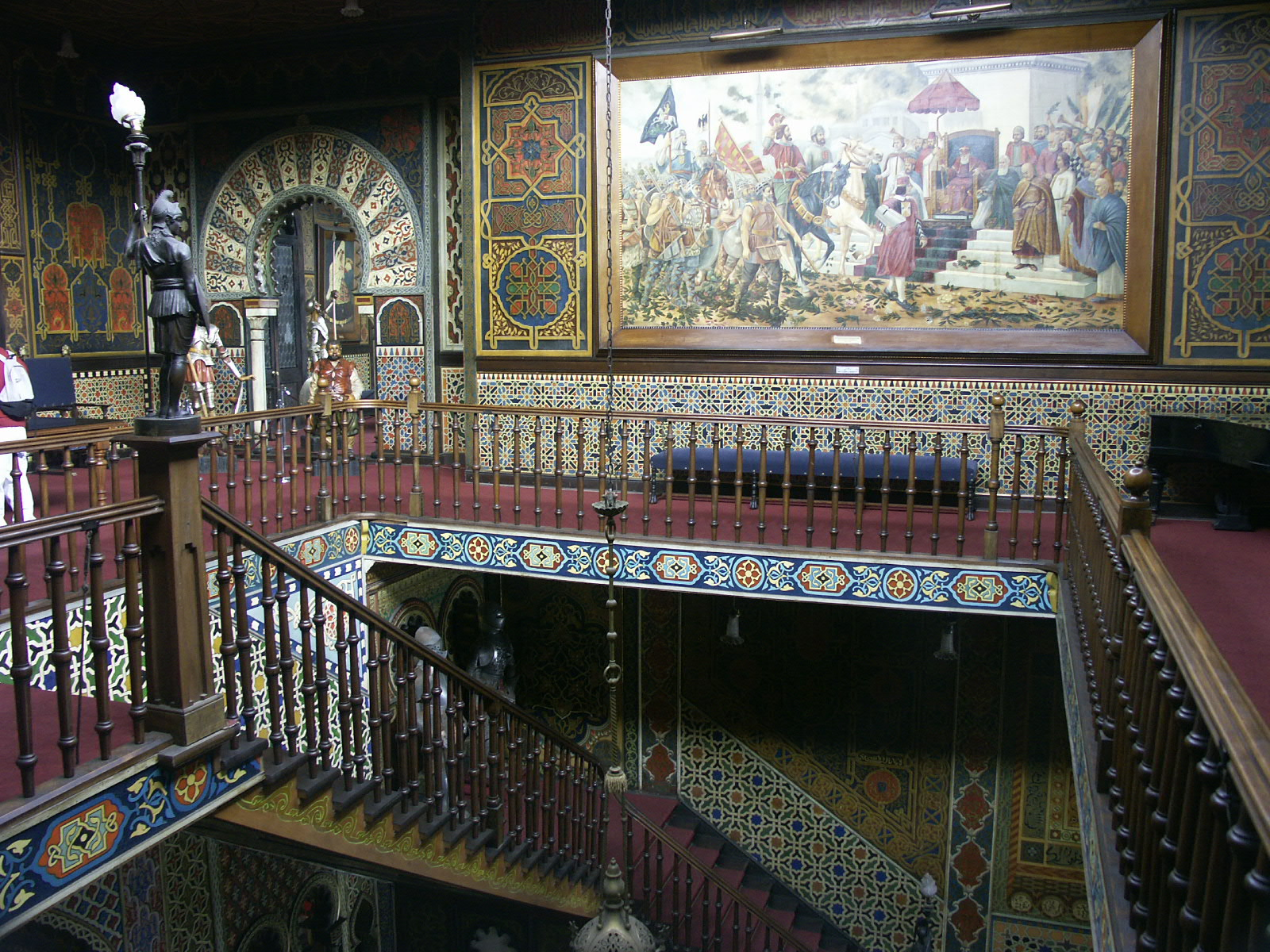
Interior con diseño mudéjar del Casino Español de Iquique, Chile.
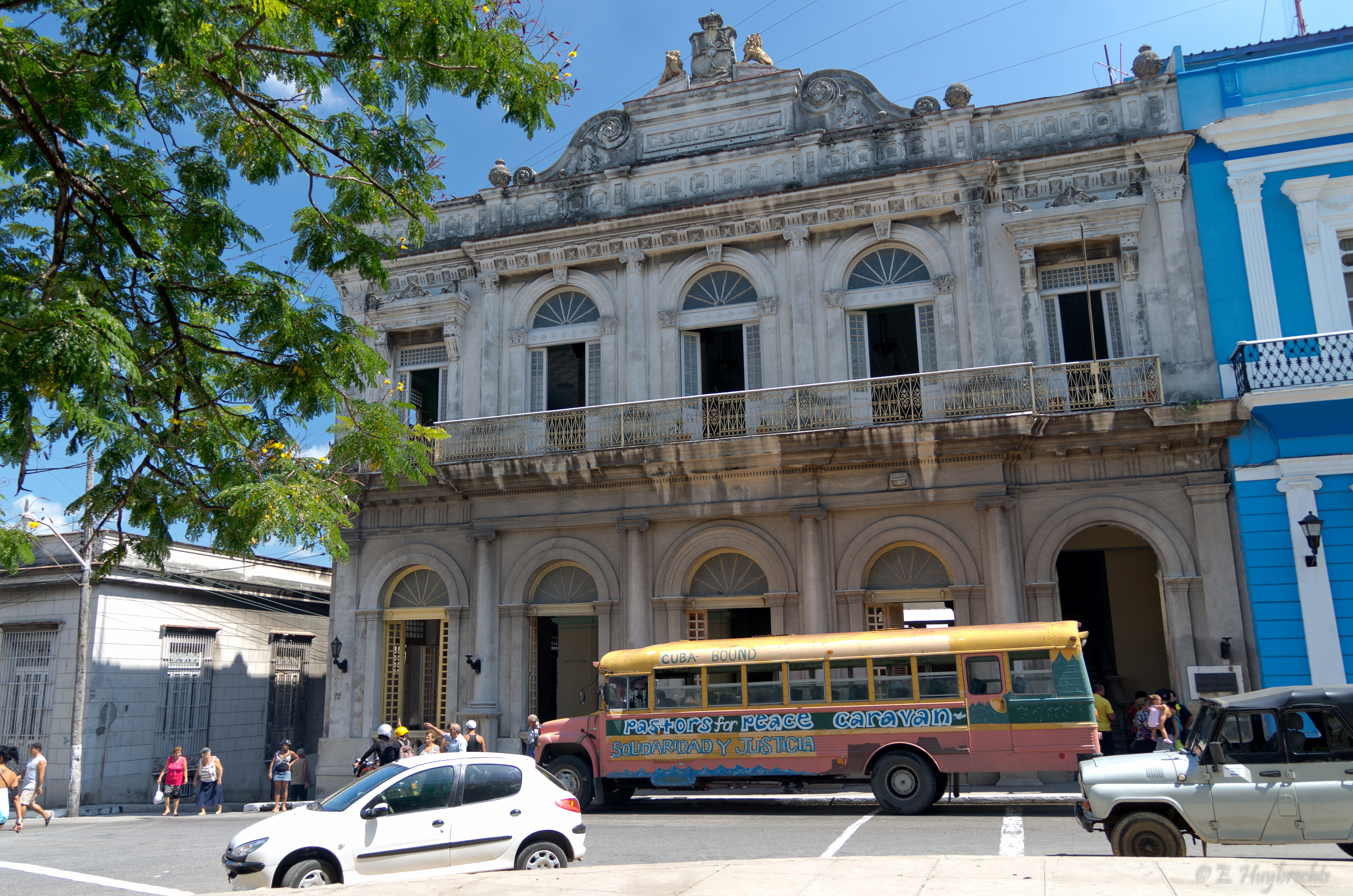
El Casino Español de Matanzas, Cuba.
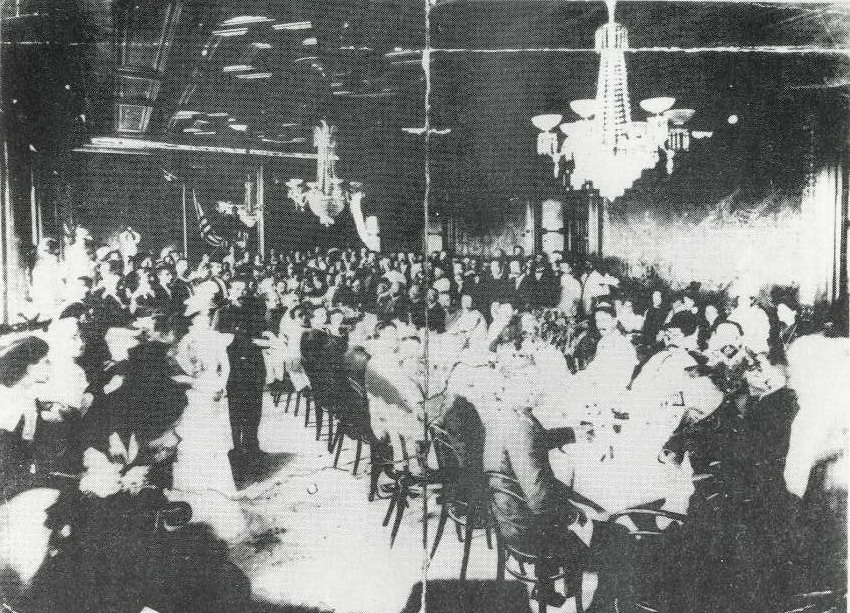
Banquete en 1900 en el Casino Español de San Juan de los Remedios, Cuba.
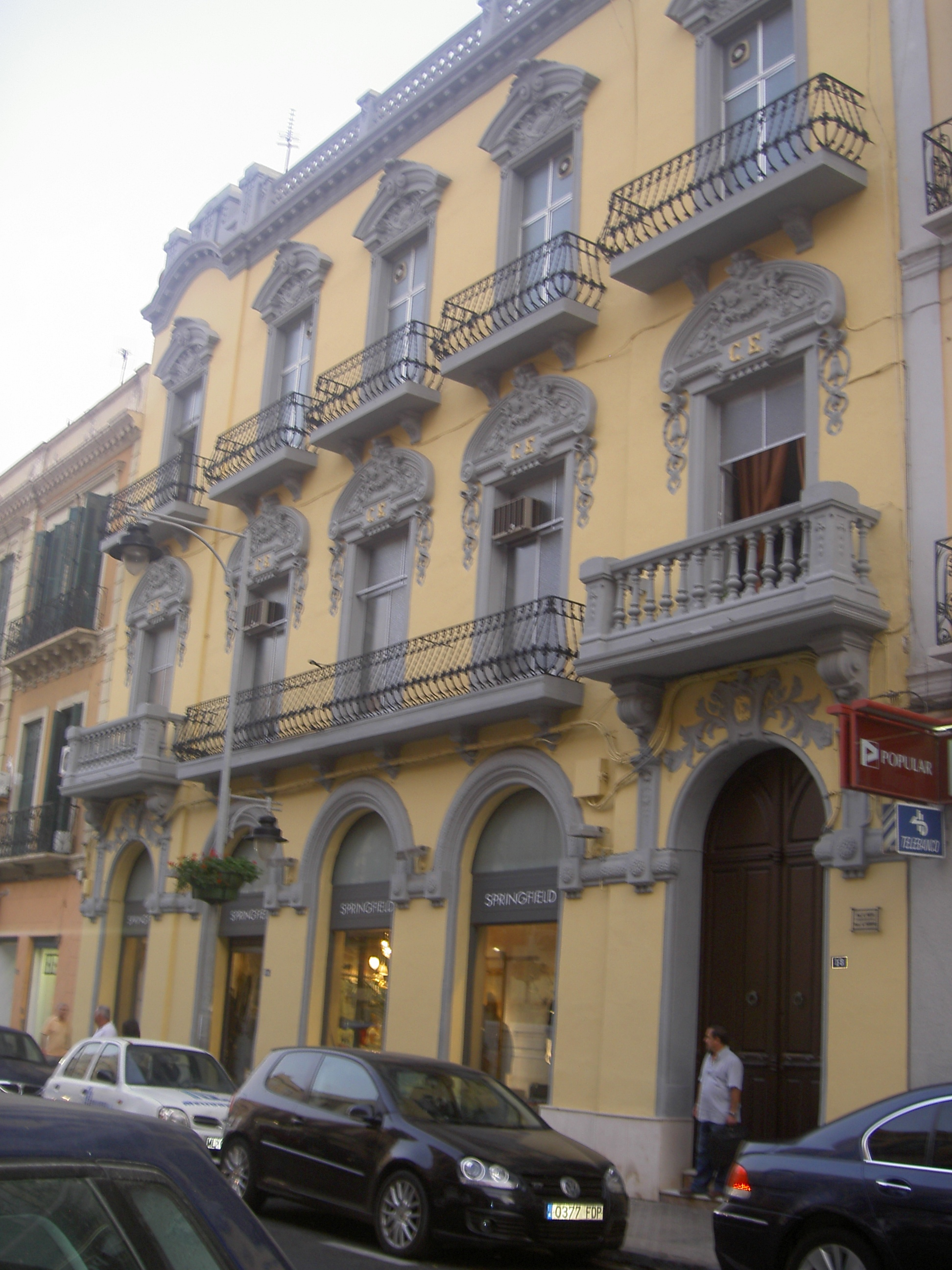
El Casino Español de Melilla, España.
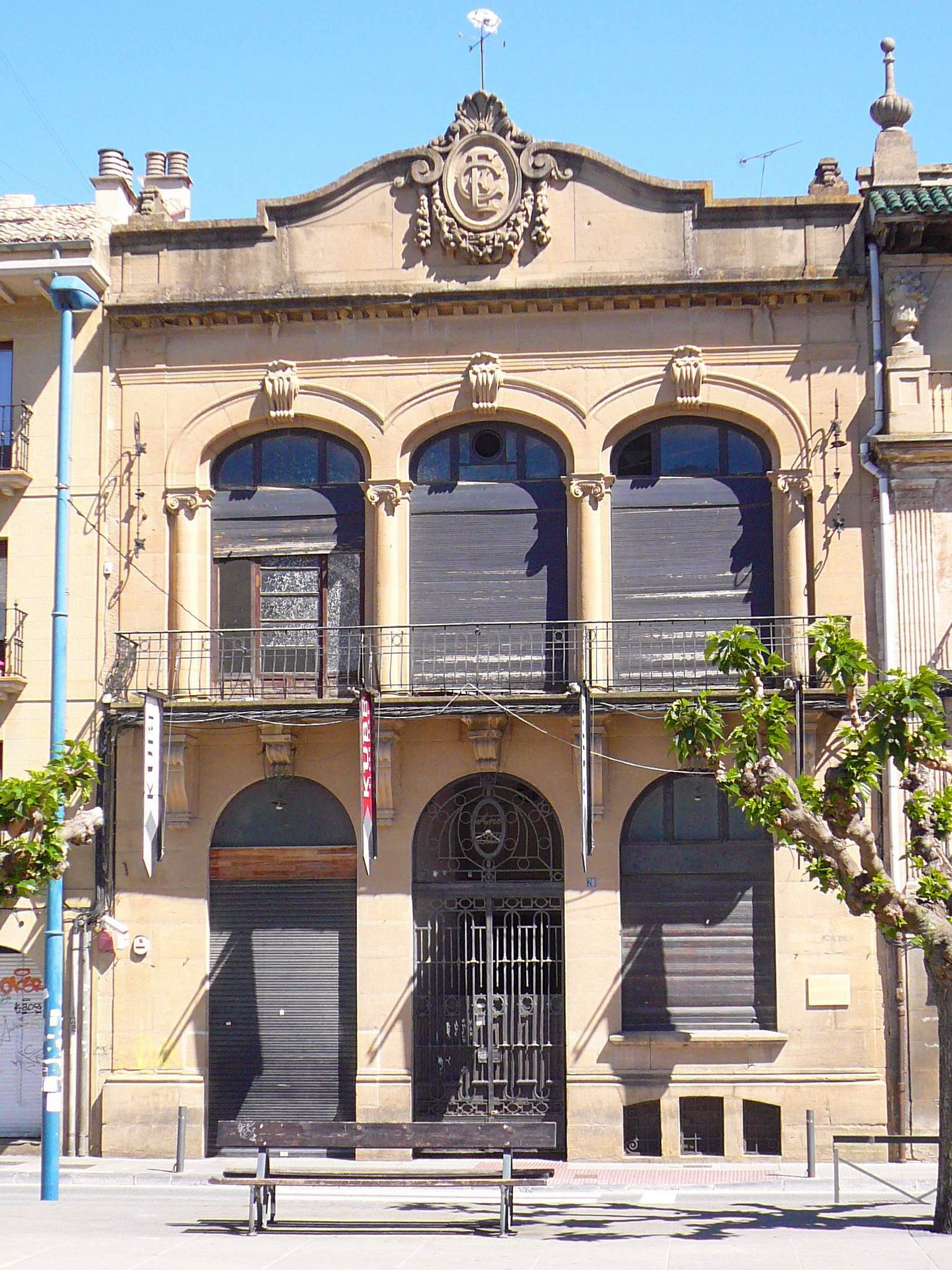
El Casino Español de Tafalla, España.
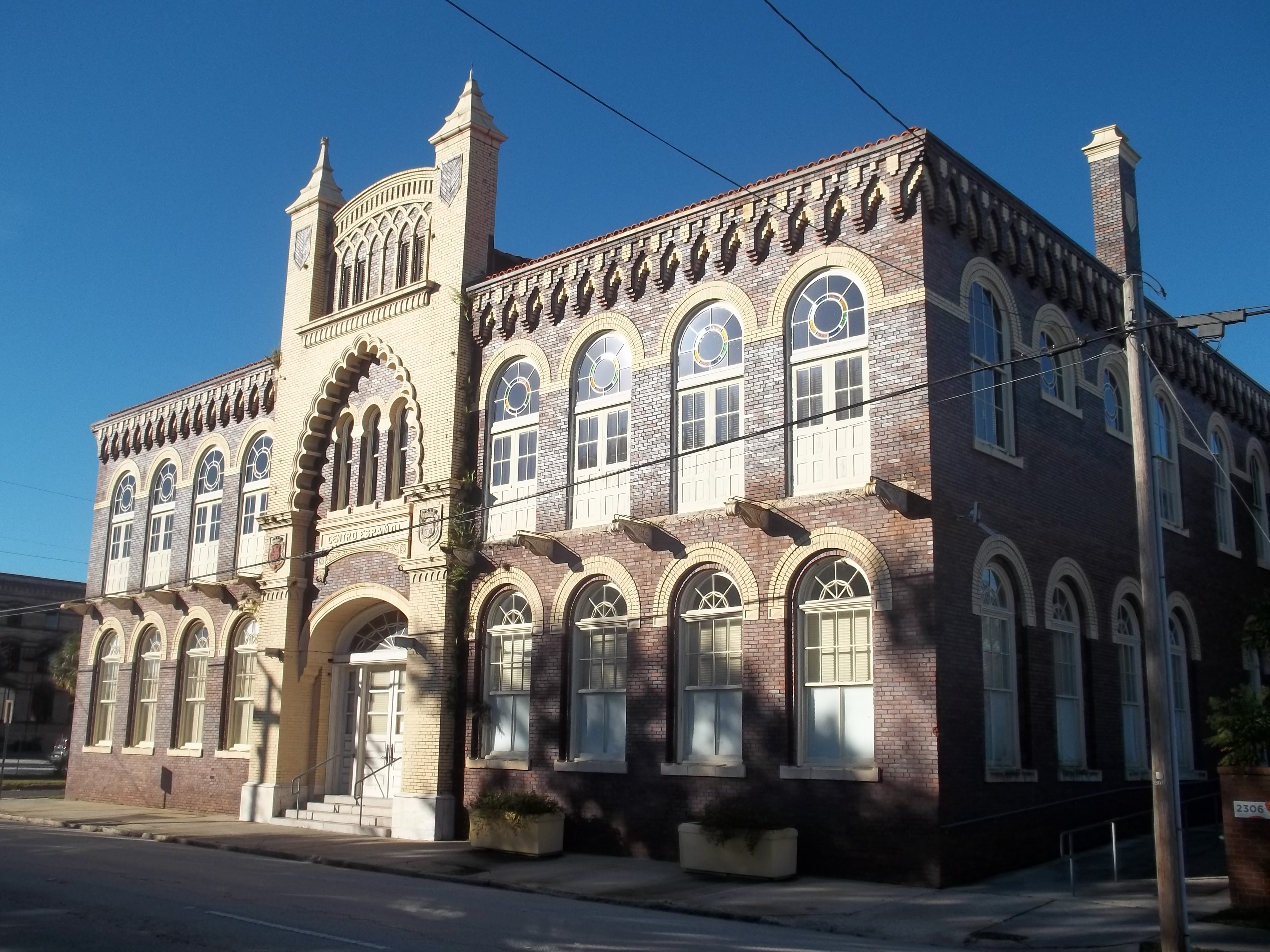
El Centro Español de West Tampa en Tampa, Florida, Estados Unidos.
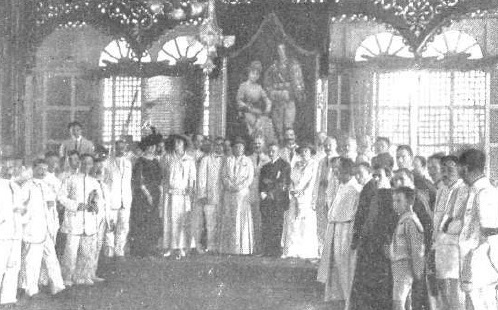
Evento en 1915 en el Casino Español de Manila (Filipinas) en honor al poeta español Salvador Rueda.
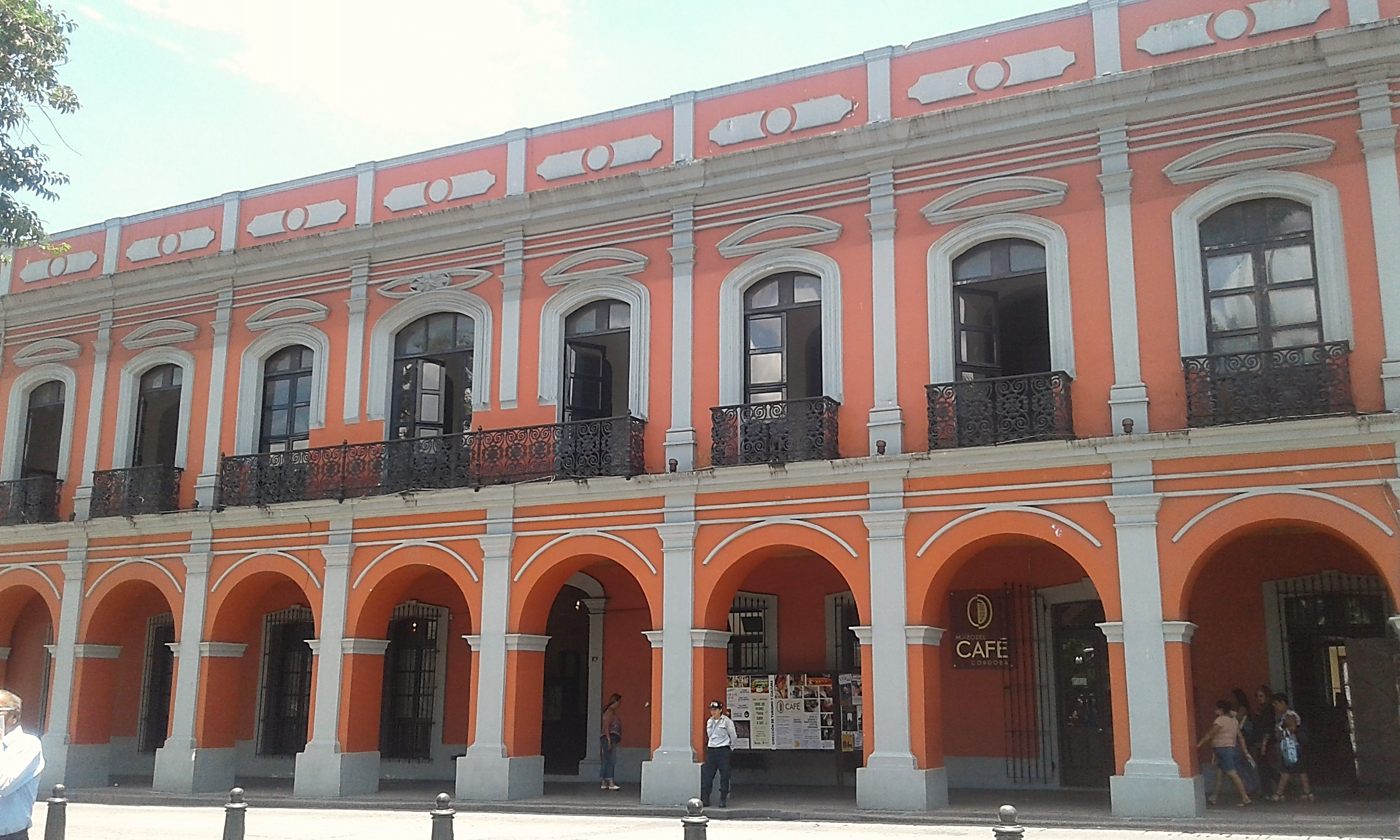
El Casino Español de Córdoba, México.
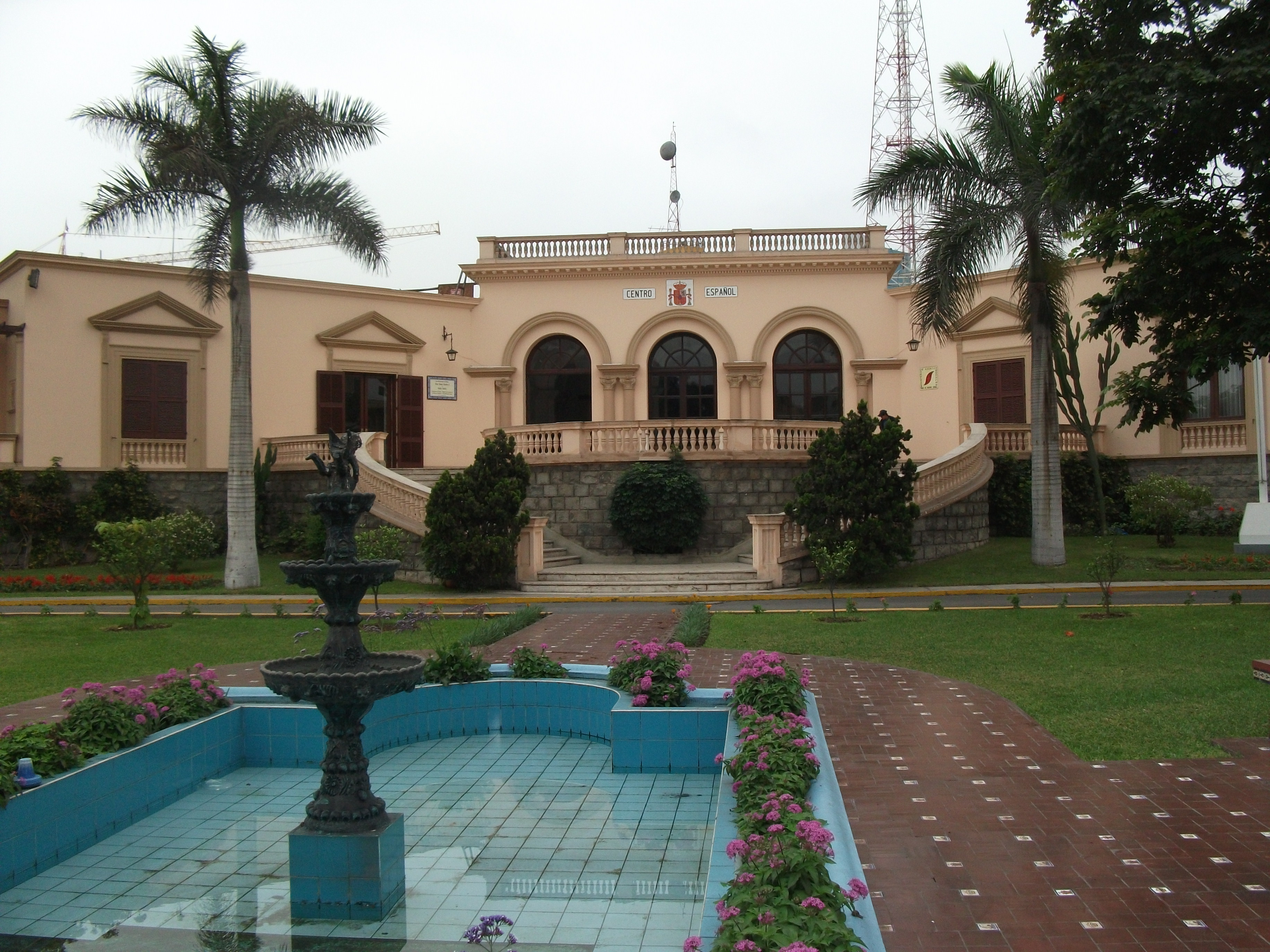
El Centro Español del Perú en Lima, Perú.
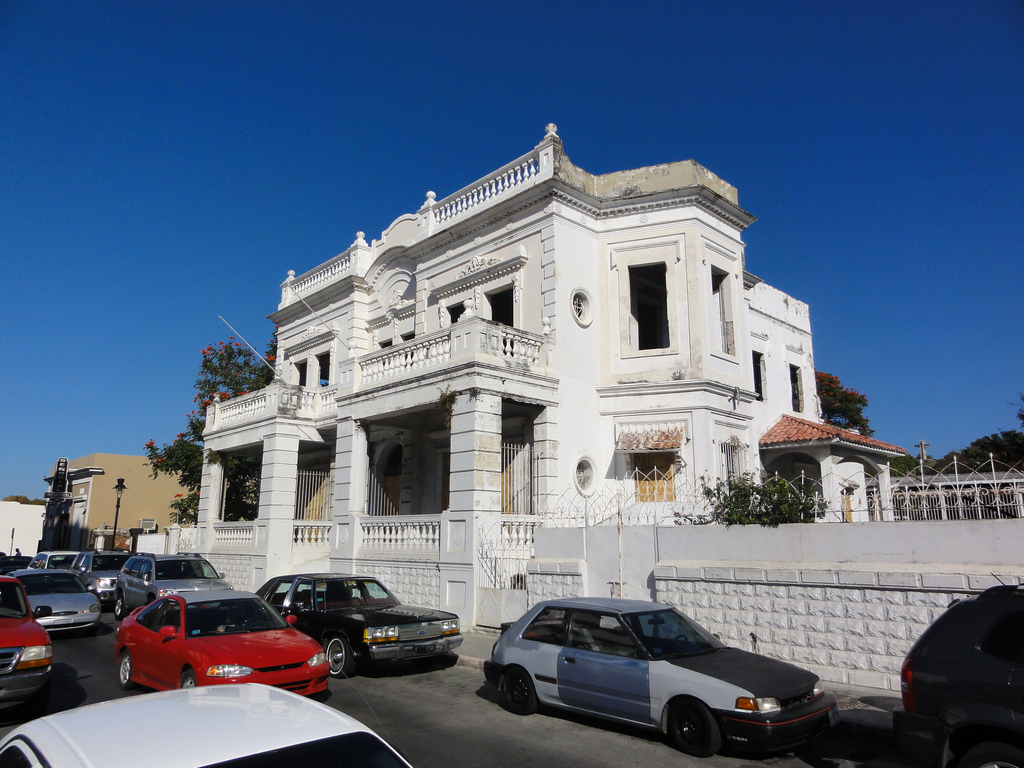
El Centro Español de Ponce, Puerto Rico.
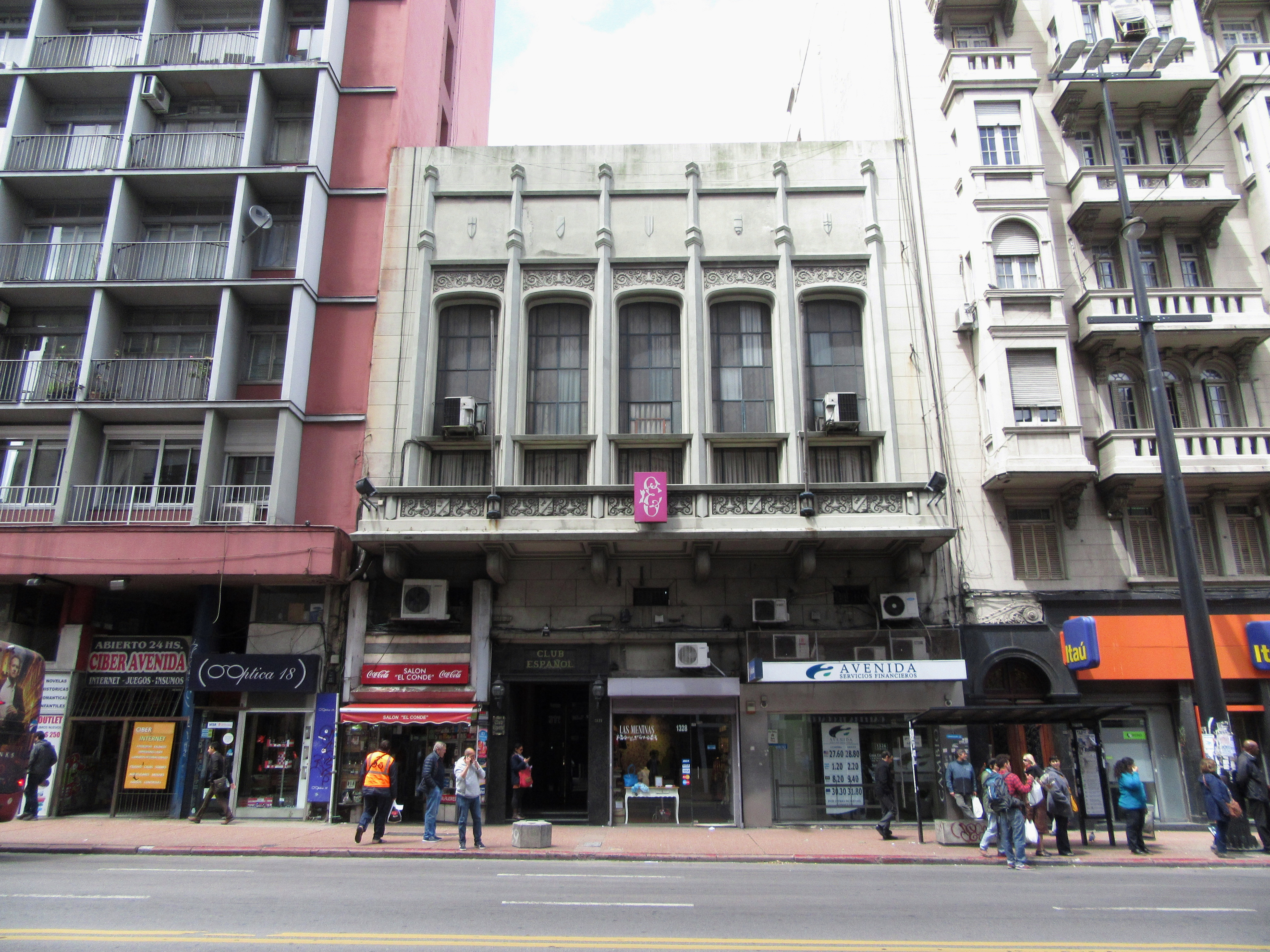
El Club Español de Montevideo, Uruguay.